# 王元姫
王 元姫（おう げんき、拼音: Wáng Yuánjī、建安22年（217年）- 泰始4年3月21日（268年4月20日））は、中国三国時代から西晋にかけての人物。元姫は諱。諡は明。司馬昭の諡である「文」を冠して文明皇后と呼ばれる。祖父は王朗。父は王粛。母は羊氏。司馬昭の妻。子は司馬炎（晋の武帝）・司馬定国・司馬攸・司馬兆・司馬広徳・京兆長公主ら。

## 生涯
8歳の頃から詩論を暗記して間違いなく言い、徳行に優れるなど親孝行な子であった。9歳の時（225年）、母が病に倒れると着替えの暇も惜しんで看病に当たった。祖父はその孝行ぶりから、彼女が男として生まれなかったことを惜しんだ。12歳の時（228年）、祖父の葬儀で自然な哀悼の振る舞いをみせたため、父からますます敬異された。15歳で司馬昭に嫁ぎ、舅姑には婦道を尽くして仕え、目下の者にもへりくだって接した。
ある時、司馬昭の元に鍾会が仕官してきた。元姫は「鍾会は己の利を見て義を忘れ、何かと事を起こすのを好みます。重用すれば必ず国が乱れるでしょう」と、いつも司馬昭に告げていた。その後ついに、鍾会は益州で反乱を起こした。
265年に夫が死去した。跡を継いだ子が魏から禅譲を受け皇帝に即位すると、皇太后となった。この時に初めて官卿が置かれた。皇太后になっても日頃の仕事を怠らず、贅沢をしなかった。また言動は必ず道理に沿い、礼儀にも外れなかった。268年4月20日に死去し、崇陽陵に合葬された。